# Aurelia (Iowa)
Aurelia – miasto w Stanach Zjednoczonych, w stanie Iowa, w hrabstwie Cherokee.

## Demografia
W 2000 liczyło 1062 mieszkańców. W 2023 liczba mieszkańców spadła do 970 osób, a gęstość zaludnienia poniżej 360 osób/km².